# Salix taxifolia
Salix taxifolia — вид квіткових рослин із родини вербових (Salicaceae).

## Морфологічна характеристика
Це дерево чи кущ 2–16 метрів. Гілки червоно-бурі, жовто-бурі чи сіро-бурі, запушені чи голі; гілочки жовто-коричневі, дуже щільні, довго-шовковисті, ворсинчасті чи коротко-шовковисті до майже голих. Листки на ніжках 0.2–1.5 мм; найбільша листкова пластина лінійна або вузько-зворотно-ланцетна, 13–42 × 1.1–4.4 мм; краї плоскі, зазвичай цілі, рідко віддалено шипасто-пилчасті; верхівка від гострої до загостреної; абаксіальна (низ) поверхня сірувата або ні (іноді прикрита волосками), густо-довго-шовковиста або ворсинчаста до майже голої; адаксіальна поверхня злегка блискуча чи матова, помірно щільна, довго- або коротко-шовковиста до майже голої; молода пластинка жовтувато-зелена (колір затемнений волосками), дуже щільно довгасто-шовковиста абаксіально. Сережки: тичинкові 6.5–18 × 4–7 мм, маточкові 6–16 × 4–7 мм. Коробочка 3–6 мм. Цвітіння: протягом року, здебільшого на початку березня — наприкінці червня.

## Середовище проживання
США (Аризона, Нью-Мексико, Техас); Мексика; Гватемала. Населяє мулисті або піщані заплави, гравійні арройо, сухі змиви; 400–2000 метрів.

## Використання
Рослина збирається з дикої природи для місцевого використання як їжа, ліки та джерело матеріалів. Він є хорошим зв'язувачем ґрунту і має бути привабливим декоративним.